# Глинное (Крым)
Гли́нное (до 1948 года Маму́т; укр. Глинне, крымскотат. Mamut, Мамут) — исчезнувшее село в Джанкойском районе Республики Крым, располагавшееся в северной части района, в степном Крыму, примерно в 1,5 км к западу от современного села Субботник.

## Динамика численности населения
| - 1805 год — 198 чел. - 1889 год — 71 чел. - 1892 год — 54 чел. | - 1900 год — 80 чел. - 1915 год — 87/22 чел. - 1926 год — 131 чел. |

## История
Первое документальное упоминание села встречается в Камеральном Описании Крыма… 1784 года, судя по которому, в последний период Крымского ханства Магмут входил в Дип Чонгарский кадылык Карасубазарского каймаканства. После присоединения Крыма к России (8) 19 апреля 1783 года, (8) 19 февраля 1784 года, именным указом Екатерины II сенату, на территории бывшего Крымского Ханства была образована Таврическая область и деревня была приписана к Перекопскому уезду. После Павловских реформ, с 1796 по 1802 год, входила в Перекопский уезд Новороссийской губернии. По новому административному делению, после создания 8 (20) октября 1802 года Таврической губернии, Мамут был включён в состав Биюк-Тузакчинской волости Перекопского уезда.
По Ведомости о всех селениях в Перекопском уезде состоящих с показанием в которой волости сколько числом дворов и душ… от 21 октября 1805 года в деревне Магмут числился 31 двор, 189 крымских татар и 9 ясыров. На военно-топографической карте генерал-майора Мухина 1817 года деревня Намут обозначена, почему-то, пустующей. После реформы волостного деления 1829 года Магмут, согласно «Ведомости о казённых волостях Таврической губернии 1829 года», остался в составе Тузакчинской волости. На карте 1836 года в деревне 22 двора, как и на карте 1842 года.
В 1860-х годах, после земской реформы Александра II, деревню приписали к Ишуньской волости. Согласно «Памятной книжке Таврической губернии за 1867 год», деревня Мамут была покинута жителями в 1860—1864 годах в результате эмиграции крымских татар, особенно массовой после Крымской войны 1853—1856 годов, в Турцию и оставалась в развалинах. На трёхверстовой карте 1865 года деревня ещё обозначена, а на карте с корректурой 1876 года её уже нет.
В 1884 году выходцами из бердянских колоний на месте бывшей деревни, на 1110 десятинах земли, было основано немецкое евангелистское поселение Фюрсенфельд (нем. Fürstenfeld, в переводе «Княжеское поле»), но закрепилось всё же название Мамут. В «Памятной книге Таврической губернии 1889 года», включившей результаты Х ревизии 1887 года, записан Мамут с 12 дворами и 71 жителем.
После земской реформы 1890 года Мамут отнесли к Богемской волости. Согласно «…Памятной книжке Таврической губернии на 1892 год», в деревне, составлявшей Мамутское сельское общество, было 54 жителя в 11 домохозяйствах. Сохранился документ о выдаче ссуды неким Кнауэрам, Фелю, Мейстеру, Шрейдеру, Валькеру под залог имения при деревне Мамут от 1898 года. По «…Памятной книжке Таврической губернии на 1900 год» в Мамуте числилось 80 жителей в 12 дворах. По Статистическому справочнику Таврической губернии. Ч.II-я. Статистический очерк, выпуск пятый Перекопский уезд, 1915 год, в деревне Мамут Богемской волости Перекопского уезда числилось 14 дворов (все дворы с землёй) с немецким населением в количестве 87 человек приписных жителей и 22 — «посторонних», из которых 53 мужчины и 56 женщин. Жители владели 1100 десятинами удобной земли. В хозяйствах имелось 100 лошадей, 14 волов, 50 коров и 25 голов мелкого скота.
После установления в Крыму Советской власти, по постановлению Крымревкома от 8 января 1921 года № 206 «Об изменении административных границ» была упразднена волостная система и в составе Джанкойского уезда был создан Джанкойский район. В 1922 году уезды преобразовали в округа. 11 октября 1923 года, согласно постановлению ВЦИК, в административное деление Крымской АССР были внесены изменения, в результате которых округа были ликвидированы, основной административной единицей стал Джанкойский район и село включили в его состав. Согласно Списку населённых пунктов Крымской АССР по Всесоюзной переписи 17 декабря 1926 года, в селе Мамут, Таганашского сельсовета Джанкойского района, числилось 26 дворов, из них 24 крестьянских, население составляло 131 человек, из них 101 немец, 28 русских, 1 украинец и 1 житель записан в графе «прочие». Вскоре после начала Великой Отечественной войны, 18 августа 1941 года крымские немцы были выселены — сначала в Ставропольский край, а затем в Сибирь и северный Казахстан.
В 1944 году, после освобождения Крыма от фашистов, 12 августа 1944 года было принято постановление № ГОКО-6372с «О переселении колхозников в районы Крыма» и в сентябре 1944 года в район приехали первые новоселы (27 семей) из Каменец-Подольской и Киевской областей, а в начале 1950-х годов последовала вторая волна переселенцев из различных областей Украины. С 25 июня 1946 года село в составе Крымской области РСФСР. Указом Президиума Верховного Совета РСФСР от 18 мая 1948 года Мамут переименовали в Глинное. 26 апреля 1954 года Крымская область была передана из состава РСФСР в состав УССР. Время включения в Завет-Ленинский сельсовет пока не установлено: на 15 июня 1960 года село уже числилось в его составе. Упразднено село с 1 января по 1 июня 1968 года.